# Pravokúmskoie (Zelenokumsk)
|  | Per a altres significats, vegeu «Pravokúmskoie». |

Pravokúmskoie (en rus: Правокумское) és un poble del krai de Stàvropol, a Rússia, que en el cens del 2010 tenia 1.427 habitants. Pertany al districte rural de Zelenokumsk.